# Bianca Jagger

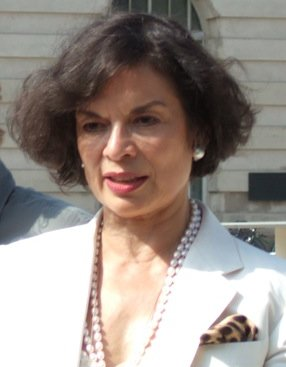
Bianca Jagger, 2006

Bianca Jagger (* 2. Mai 1945 als Blanca Pérez-Mora Macías, auch Bianca Perez Morena de Macias, in Managua, Nicaragua) ist eine nicaraguanisch-britische Menschenrechtsaktivistin, die sich in ihrer Jugend gelegentlich auch als Schauspielerin versuchte und als Fotomodel arbeitete. Sie ist Direktorin und Gründerin der Bianca Jagger Human Rights Foundation, die sich für Umweltschutz und Menschenrechte einsetzt.
Sie heiratete am 12. Mai 1971 Mick Jagger, den Frontmann der Band The Rolling Stones, in der Kapelle St. Anne in Saint-Tropez.

## Leben
Bianca Jagger wurde geboren als Tochter eines wohlhabenden Geschäftsmanns in einer vermögenden nicaraguanischen Familie. Ihre Eltern ließen sich scheiden, bevor Bianca acht Jahre alt war. Sie beteiligte sich, beeinflusst von ihrer Mutter, bereits als Teenager an Demonstrationen gegen das Regime des Somoza-Clans. Mit 16 gewann sie ein Stipendium für die Pariser Universität Sorbonne, an der sie Politikwissenschaft studierte. Seither beschäftigte sie sich unter anderem mit Ökonomie, politischen Ordnungen und Regierungssystemen. Ende der 1960er Jahre lebte sie in London, wo sie unter anderem den prominenten Schauspieler Michael Caine,  den Regisseur Donald Cammell und den Unternehmer Ahmet Ertegün kennenlernte.

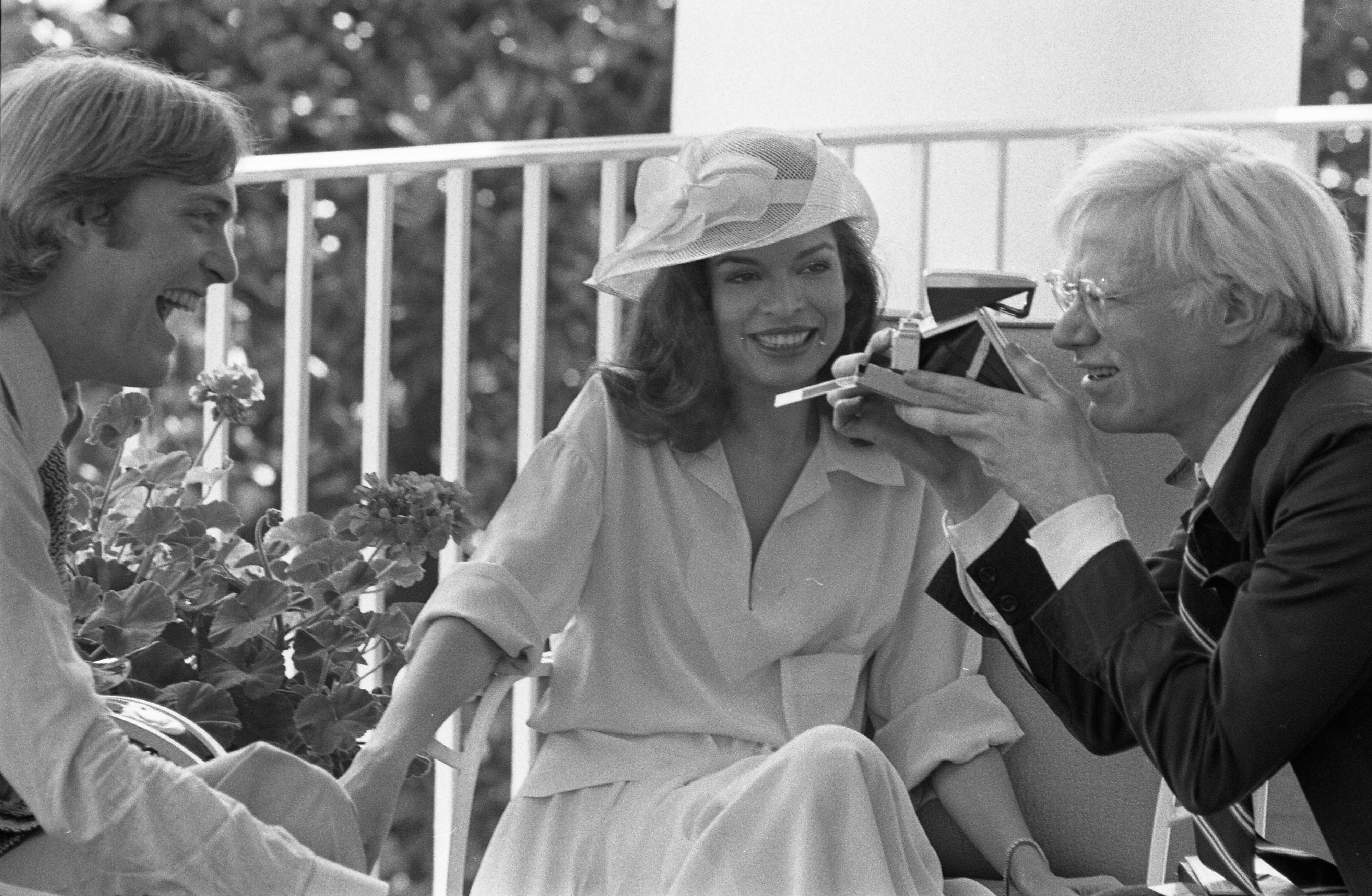
Bianca zwischen Jack Ford und Andy Warhol, 1975

Beruflich war sie als Fotomodell tätig. Am 12. Mai 1971 heiratete sie in St. Tropez Mick Jagger, den sie 1970, begleitet von dem Musikproduzenten Eddie Barclay, auf der After-Show-Party des Stones-Konzerts im Pariser L’Olympia kennengelernt hatte. Im Oktober 1971 gebar sie, mit Mick Jagger in dessen Anwesen Stargroves bei London zusammenlebend, ihre gemeinsame Tochter Jade Jagger, acht Jahre später ließ sie sich scheiden.
Als Fotomodel wurde sie vor allem durch eine Fotografie bekannt, die sie auf einem ungesattelten Schimmel zeigt, der ins Studio 54 geführt wird und sie zu einem Symbol der Disco-Ära machte.
Seit Mitte der 1980er Jahre ist sie für Amnesty International unterwegs. Ihre Tätigkeit führte sie nach Nicaragua, Bosnien und in den Kosovo, nach Afghanistan und Pakistan. Sie lebt in London und New York.
Bianca Jagger ist Ehrenmitglied des Club of Budapest.
Im März 2010 war sie in dem Dokumentarfilm Die 4. Revolution – EnergyAutonomy zu sehen.

## Auszeichnungen

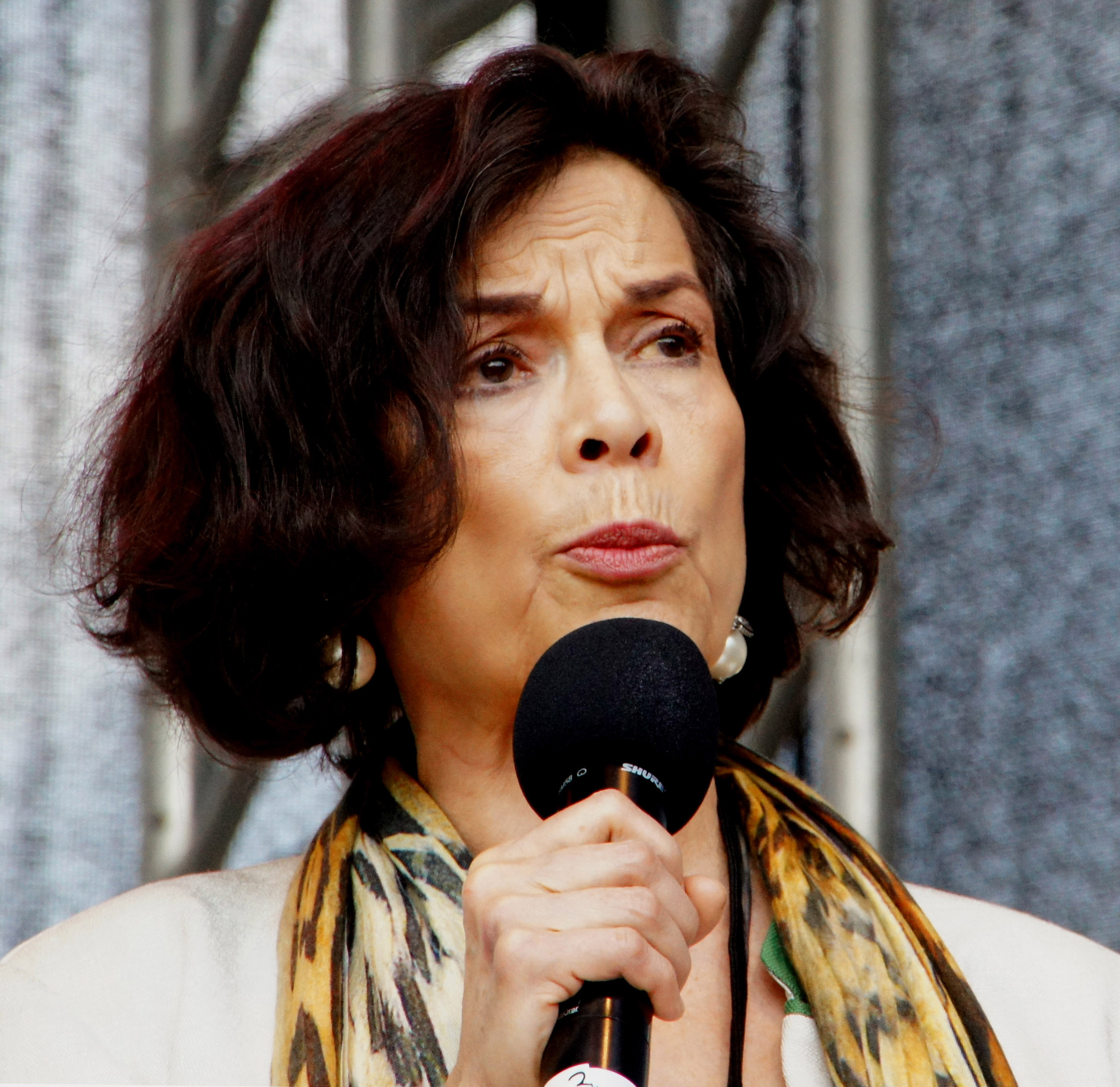
Bianca Jagger wirbt für Menschenrechte in Tibet, Wien 2012

Für ihren Einsatz für Menschenrechte, soziale Gerechtigkeit und Umweltschutz erhielt sie 2004 den mit 70.000 Euro dotierten Right Livelihood Award in Neu-Delhi. Im selben Jahr wurde sie mit dem Women’s World Award ausgezeichnet.

## Filmografie
- 1978: The Rutles – All you need is Cash (Fernsehfilm)[9] – als Martini, Muse von McQuigley (Parodiefigur Paul McCartneys)
- 1978: Couleur chair
- 1980: Der Ringer (The American Success Company)
- 1981: Auf dem Highway ist die Hölle los (The Cannonball Run)
- 1985: Street Hawk (Fernsehserie, eine Folge)
- 1986: Miami Vice (Fernsehserie, eine Folge)
- 1986: Hotel (Fernsehserie, eine Folge)
- 1987: Die Colbys – Das Imperium (Dynasty II – The Colbys, Fernsehserie, zwei Folgen)
- 1989: C.H.U.D. – Das Monster lebt (C.H.U.D. II – Bud the Chud)

## Trivia
Im August 2008 verlor Bianca Jagger in Salzburg einen angeblich 200.000 Euro teuren, mit einem 15-Millimeter-Aquamarin besetzten Platin-Ring. Der Finder nahm an, es handle sich um einen Schlüsselanhänger. Als er über die Medien von dessen Wert erfuhr, gab er das Schmuckstück bei der Polizei ab. Über die Auszahlung des gesetzlichen Finderlohns von 10.100 Euro hielt sich Jagger gegenüber dem Anwalt des Finders bedeckt. Nachdem Jaggers Anwalt die Darstellung des Finders als Unsinn bezeichnet haben soll, reichte der Finder im November 2008 Klage auf Unterlassung rufschädigender Aussagen ein. Der Prozess wurde ohne Ergebnis eingestellt.